# Kerunga
Kerunga (nep. केरुङ्गा) – gaun wikas samiti w zachodniej części Nepalu w strefie Lumbini w dystrykcie Arghakhanchi. Według nepalskiego spisu powszechnego z 2011 roku liczył on 1118 gospodarstw domowych i 4233 mieszkańców (2500 kobiet i 1733 mężczyzn).